# Joshua Slocum

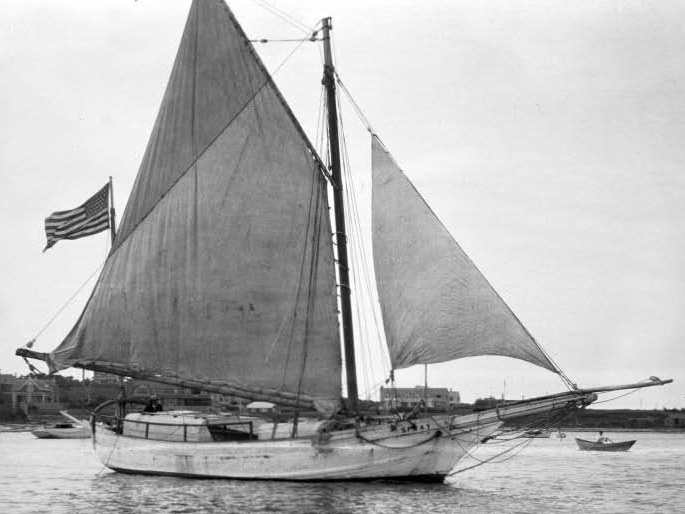
Slocums fartyg Spray.

Joshua Slocum, född 20 februari 1844, död 14 november 1909 eller senare, var en amerikansk sjökapten och författare. Han är känd som den förste att ensam segla jorden runt åren 1895 till 1898.
Slocum har skrivit en känd och uppskattad berättelse om sin jordenruntsegling (Sailing Alone Around the World); den finns i flera svenska översättningar. Han har även skrivit en berättelse om när han med familjen byggde och seglade en liten båt från Brasilien till Long Island i New York.

## Biografi
Joshua Slocums familj härstammade från New England (skotsk släkt) och han föddes 1844 i Annapolis County i Nova Scotia (Bay of Fundy). 
Som fjortonåring rymde Slocum hemifrån och tog hyra på en fiskeskonare, men återvände snart till familjehemmet. Sedan hans mor avlidit, då han var sexton år, lämnade han hemmet och tog hyra som matros på de stora segelskeppen som gick i trafik på Europa. År 1869 fick han sin första tjänst som kapten på fartyg i Kalifornien och seglade under tretton år på trader till Kina, Australien, Moluckerna (Kryddöarna) och Japan. 
År 1874 byggde Slocum en "steamer" i Subic Bay på Filippinerna och han gick även in som delägare i det stora segelfartyget Northern Light. Han förde själv befäl över fartyget, som vid den tiden ansågs vara ett av de bästa skeppen i den amerikanska handelsflottan. Han sålde sin del i Northern Light 1882 och köpte i stället barken Aquidneck 1884. Han företog en rad långresor med Aquidneck.
Vid 51 års ålder avseglade Slocum den 24 april 1895 från Boston i en liten slup (Spray). Efter att ha seglat jorden runt (46 000 miles) återkom han till Newport, Rhode Island den 27 juni 1898. Hans segling uppmärksammades av den engelskspråkiga pressen runt om i världen.
I november 1909 avseglade Slocum i båten Spray mot Orinocofloden och återfanns aldrig. Det antogs att han blivit nedseglad av någon ångare eller anfallen av en val. Någon annan förklaring ansåg man inte möjlig med tanke på vilken erfaren seglare han var. Först 1924 dödförklarades han.
Slocum förde befäl som kapten på några av de bästa segelskeppen som någonsin seglat på haven.
Slocum gifte sig 1871 med amerikanskan Virginia Albertina Walker i Sydney i Australien. Hon avled 1882 och begravdes i Buenos Aires. År 1886 gifte han om sig med Henrietta M. Elliot ("Hettie"). 

## Böcker i svenska utgåvor
- 1921 - En världsomsegling på egen hand
- 1944 - En världsomsegling på egen hand
- 1952 - Ensam seglare jorden runt och Liberdades resa
- 1953 - En världsomsegling på egen hand
- 1962 - Ensamseglare jorden runt
- 1962 - Ensam seglare jorden runt
- 1964 - Ensam seglare runt jorden : och Liberdades resa
- 1977 - Ensam seglare jorden runt ISBN 91-7448-016-2
- 1988 - Ensam seglare jorden runt
- 1994 - Ensamseglare jorden runt ISBN 91-7448-793-0